# Trolls World Tour (colonna sonora)
Trolls World Tour (Trolls World Tour: Original Motion Picture Soundtrack) è l'album della colonna sonora del film di animazione Trolls World Tour, prodotto dalla DreamWorks Animation e pubblicato da RCA Records il 13 marzo 2020. L'album è stato prodotto dal cantante statunitense Justin Timberlake e dal compositore svedese Ludwig Göransson.

## Singoli
The Other Side, la traccia che apre la colonna sonora, è stato il primo singolo e video musicale ad uscire e vede la collaborazione di SZA e lo stesso Timberlake. La seconda traccia ad uscire come singolo è stata poi Don't Slack di Anderson Paak e Timberlake. Entrambi i brani sono stati co-scritti e co-prodotti da Timberlake.

## Tracce
1. SZA & Justin Timberlake – The Other Side – 3:08
2. Anna Kendrick, Justin Timberlake, James Corden, Ester Dean, Icona Pop, Kenan Thompson & The Pop Trolls – Trolls Wanna Have Good Times – 3:25
3. Anderson Paak & Justin Timberlake – Don’t Slack – 2:54
4. Anderson Paak, Justin Timberlake, Mary J. Blige & George Clinton – It’s All Love – 3:35
5. Justin Timberlake, Anna Kendrick, Kelly Clarkson, Mary J. Blige, Anderson .Paak & Kenan Thompson – Just Sing – 3:34
6. Anthony Ramos – One More Time – 2:42
7. George Clinton e Parliament Funkadelic, Anderson Paak & Mary J. Blige – Atomic Dog World Tour Remix – 4:17
8. Walt Dohrn e Joseph Shirley – Rainbows, Unicorns, Everything Nice – 0:12
9. HAIM & Ludwig Göransson – Rock N Roll Rules – 3:10
10. Dierks Bentley – Leaving Lonesome Flats – 3:10
11. Kelly Clarkson – Born to Die – 3:26
12. Anna Kendrick, Justin Timberlake, James Corden, Icona Pop e i the Pop Trolls – Trolls 2 Many Hits Mashup – 1:01
13. Rachel Bloom – Barracuda – 4:06
14. Ludwig Göransson – Yodel Beat – 2:50
15. Rachel Bloom – Crazy Train – 3:15
16. Sam Rockwell – I Fall to Pieces – 2:14
17. Justin Timberlake – Perfect for Me – 3:47
18. Rachel Bloom – Rock You Like a Hurricane – 3:05
19. Anderson Paak, Mary J. Blige & George Clinton – It’s All Love (History of Funk) – 2:10
20. Justin Timberlake, Anna Kendrick, James Corden, Kelly Clarkson, George Clinton, Mary J. Blige, Anderson Paak, Rachel Bloom, Kenan Thompson, Anthony Ramos, Red Velvet, Icona Pop, Kunal Nayyar & Sam Rockwell – Just Sing (Trolls World Tour) – 4:00